# Erich Schmeckenbecher

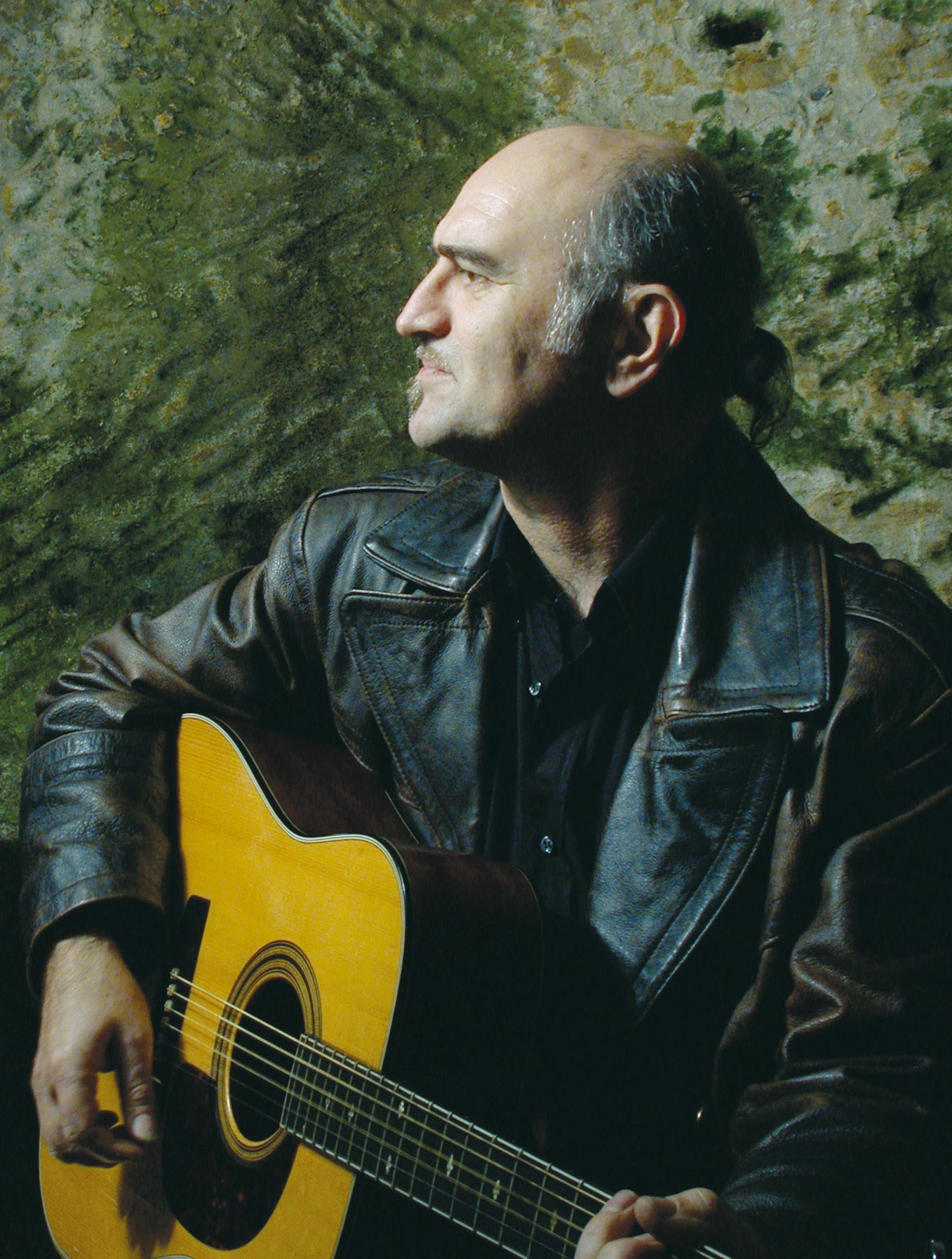
Erich Schmeckenbecher (2003)

Erich Schmeckenbecher (* 31. März 1953 in Stuttgart) ist ein deutscher Musiker, Sänger und Liedermacher. Er spielt Gitarre, Mandoline, irische Bouzouki, Akkordeon wie auch Mundharmonika.

## Leben
Schmeckenbecher wurde ab 1974 zusammen mit Thomas Friz als das erfolgreiche Folk- und Volkslied-Duo Zupfgeigenhansel bekannt. Bis 1985 veröffentlichten Zupfgeigenhansel neun Langspielplatten, zwei Liederbücher und verkauften über eine Million Tonträger. Nach der Auflösung des Duos 1985 arbeitete Schmeckenbecher u. a. als Studiomusiker und Produzent. Die Idee, Volksmusik und Rockmusik zu verbinden, führte 1992 zur Gründung des kurzlebigen Band-Projekts Erich und das Polk.
Nach der Trennung von Erich und das Polk arbeitete Schmeckenbecher als Solokünstler und veröffentlichte 2001 unter dem Titel Schmeckenbecher eine eigene CD. Im selben Jahr war er Gründer des Vereins für Menschlichkeit und Toleranz e. V. (MUT), dessen Erster Vorsitzender er auch wurde. Im Dezember 2004 feierte Schmeckenbecher sein 30. Bühnenjubiläum, das mit einem Auftritt unter dem Motto „Leben ist Poesie“ und mit Gästen aus der Folk- und Liedermacherszene, u. a. Hannes Wader, Konstantin Wecker und Klaus Lage, im Theaterhaus Stuttgart begangen wurde. Der vierstündige Konzertmitschnitt wurde später als 4-CD-Set veröffentlicht. 2007 veröffentlichte er seine auf „Heimat“ und „Romantik“ bezogene CD Schmeckenbecher 2007.
Neben eigenen Liedern vertonte Schmeckenbecher als Komponist hauptsächlich Gedichte von Klassikern wie Heine, Goethe, Schiller, Eichendorff, Novalis, Fritz Graßhoff und Theodor Kramer (u. a. Andre, die das Land so sehr nicht liebten). Seine Volksliedtextvertonungen (Ein stolzes Schiff, Fordre niemand mein Schicksal zu hören etc.) sind heute Folkstandards und wie viele seiner Vertonungen in zahlreichen Liederbüchern zu finden.
Vielbeachtet sind auch seine Lieder mit Auftragstexten von Autoren wie Steffen Mensching, Diether Dehm, Hans-Eckardt Wenzel, Claire Beyer, Horst Dillmann, Klaus Lage, Bernie Conrads u. v. a. ebenso wie seine komplett eigenen Lieder.
Am 22./23. Oktober 2022 trat Erich Schmeckenbecher zum 50-jährigen Jubiläum von Zupfgeigenhansel in der Stadthalle Lorch zusammen mit Künstlern wie Jürgen Hörig, den Goisroinern, Mr. Fabulous, Uli Hinderer, Mone, Fabian Mroz auf und wurde – in Abwesenheit des erkrankten Thomas Friz – mit fünf Impala-Awards für LP-Verkäufe von je mehr als 100.000 pro Album ausgezeichnet.
Zu seinem 70. Geburtstag veröffentlichte das Branchen-Magazin MusikWoche ein 8-seitiges Feature mit Interview und vielen Gratulationsadressen bekannter Weggefährten, darunter Klaus Lage und Reinhard Mey.

## Werke
unter Zupfgeigenhansel:
- LP 1976 – Volkslieder I, pläne
- LP 1976 – Volkslieder II, pläne
- LP 1978 – Volkslieder III, pläne
- LP 1979 – ’ch hob gehert  sogn (Jiddische Lieder), pläne
- LP 1980 – Eintritt frei (Live, mit erster Kramervertonung: Andre, die das Land so sehr nicht liebten), pläne
- LP 1982 – Miteinander (u. a. mit 2 weiteren Theodor Kramer-Vertonungen von Schmeckenbecher und Friz), EMI
- SP 1982 – Waldfest (Radiocharts Platz 36), EMI
- LP 1983 – Kein schöner Land, EMI
- LP 1984 – Liebeslieder, EMI
- LP 1985 – Andre, die das Land so sehr nicht liebten (Lieder nach Texten von Theodor Kramer), EMI
- CD 1985 – ’ch hob gehert  sogn (Jiddische Lieder), pläne
- CD 1993 – Volkslieder I (mit Live-Titeln aus der LP „Eintritt frei“), pläne
- CD 1993 – Volkslieder II (mit Live-Titeln aus der LP „Eintritt frei“), pläne
- CD 1993 – Volkslieder III (mit Live-Titeln aus der LP „Eintritt frei“), pläne
- CD 2002 – Andre, die das Land so sehr nicht liebten (Lieder nach Texten von Theodor Kramer), EMI/pläne
- CD 2002 – Liebeslieder, EMI/pläne
- CD 2004 – Miteinander, EMI/pläne
- CD 2004 – Kein schöner Land, EMI/pläne
- CD 2018 – Zupfgeigenhansel Best – Zusammen – 40 Years, Zounds
- CD 2022 – Miteinander: 50 Jahre – 70 Lieder (3 CD-BOX), D7/7us media group GmbH/ZYX

unter Erich und das Polk:
- CD 1992 – Immer wieder, Polk Musikverlag
- CD/MC 1994 – Wir sind das Polk, eastwest

unter Schmeckenbecher:
- CD 2001 – Schmeckenbecher, Polk Musik, duophon
- CD 2005 – Leben ist Poesie, Polk Musik 001
- CD 2007 – Erich Schmeckenbecher 2007 (u. a. mit 2 neuen Theodor Kramer-Vertonungen), Polk Musik 002
- CD 2009 – Aquarium, Polk Musik 003
- CD 2009 – Schiller und die Romantik (live, mit Rüdiger Safranski und Dirk Joeres), Polk Musik 004
- CD 2012 – Der Vogel Sehnsucht,  Polk Musik 005

als Produzent
- LP/MC 1981 – Fredrik Vahle: Der Elefant, patmos Verlag
- LP 1998 – Celtic Brew: Movin’ on, Oktave Musikverlag
- CD 1995 – Wenzel: Vollmond, Buschfunk
- CD 1997 – The Funny Valentines: Sonic Bang, Zapp Records
- CD 2001 – Ziroli Winterstein: Love Letters, TBM Records

als Arrangeur und Studiomusiker
- FS 1987 – Kindervolkslieder im Auftrag des Goethe-Instituts fürs französische Fernsehen (mit Dreharbeiten in Paris)
- LP 1882 – Colin Wilkie: Rides of the Fair, Intercord
- MC 1992 – Die Arschgeige, Eichborn
- CD/MC 1994 – Hoch am Himmel steht der Mond - (Kinderlieder), Jumbo Neue Medien
- CD/MC 1994 – Das Abendschiff (Kinderlieder), Jumbo Neue Medien
- CD 1999 – Die Arschgeige, Eichborn
- CD/MC 1999 – Die schönsten Kinderlieder zur guten Nacht, (Kinderlieder), Jumbo Neue Medien
- CD/MC 1995/2004 – Singt der Nachvogel Lieder (Kinderlieder), Jumbo Neue Medien
- CD/MC 2001/2004 – Alle meine Entchen, (Kinderlieder), Jumbo Neue Medien
- CD/MC 2001 – Sternenkonzert (Kinderlieder), Jumbo Neue Medien
- CD/MC 2004 – Wie schön, ich bin 1 Jahr (Kinderlieder), Jumbo Neue Medien

## Liederbücher
unter Zupfgeigenhansel:
- Erich Schmeckenbecher, Thomas Friz (Hrsg.): Es wollt ein Bauer früh aufstehn. 222 Volkslieder. Verlag Pläne, Dortmund 1978, (Auflage über 250.000)
- Erich Schmeckenbecher, Thomas Friz (Hrsg.): Kein schöner Land in dieser Zeit. Verlag Pläne, Dortmund 1984, (Auflage über 20.000)

unter Schmeckenbecher:
- Erich Schmeckenbecher (Hrsg.): Die Arschgeige – Eichborn 1992 (Auflage 30.000)

## Preise
- 1977: für den Deutschen Schallplattenpreis nominiert – Volkslieder II
- 1978: Preis der Deutschen Phonoakademie (heute ECHO) – Künstler des Jahres: Ensemble Pop national
- 1978: Deutscher Schallplattenpreis – LP Volkslieder III
- 1979: Deutscher Schallplattenpreis – LP Jiddische lieder
- 1985: Deutscher Schallplattenpreis – LP Andre, die das Land so sehr nicht liebten (Lieder nach Texten von Theodor Kramer)
- 1992: Preis der deutschen Schallplattenkritik – CD Immer wieder
- 2005: Preis der deutschen Schallplattenkritik – CDs Leben ist Poesie
- 2007: Liederbestenliste: CD des Monats Dezember – CD Erich Schmeckenbecher 2007
- 2022: Fünf Impala-Awards – in Würdigung aller Verkäufe über 100.000 Exemplare der ersten fünf Zupfgeigenhansel-LPs.